# Hepatite infecciosa canina
Hepatite infecciosa canina é uma infecção do fígado de cães causada pelo adenovírus tipo-1 (CAV-1).  O CAV-1 também causa essa doença em lobos, coiotes, ursos e encefalite em raposas.  O vírus é transmitido por meio de fezes, urina, saliva e secreção nasal de canídeos infectados. É contraído pela boca ou nariz. O vírus, então, se multiplica nas tonsilas e infecta rins e o fígado. O período de incubação dura de 4 a 7 dias.
Sintomas incluem febre, depressão, perda de apetite, tosse e tensão no abdome. Edema na córnea e sinais de doença no fígado, como icterícia, vômitos e Encefalopatia hepática podem acontecer. Casos severos desenvolvem problemas de coagulação sanguínea e hematomas se formam na boca. Morte pode ocorrer secundariamente a essa doença no fígado. Entretanto, muitos cães conseguem se recuperar, mas o edema na córnea e as lesões nos rins podem ser permanentes.